# 涼城りおな
涼城 りおな（すずしろ りおな、1995年2月18日 - ）は、日本のAV女優。LINX所属。

## 略歴・人物
神奈川県出身。
趣味・特技は猫カフェ巡り、映画鑑賞。
2019年9月にAVデビュー。

## 出演作品

### アダルトビデオ
- セクシーアイドルプロレズリング コスプレスタイル 〜OLプロレズリング新入社員対決編〜（6月1日、SILVER BRICH）
- 満員電車女子●生 ぶっかけ痴漢（6月28日、青空ソフト）
- ママ友同士で不倫シェア! 2人だったら罪の意識も薄れちゃう!? 人妻たちと逆3Pで王様三昧 男だったら誰もが1度は経験したい ナンパ▶贅沢セックス（7月1日、ホットエンターテイメント）※「りな」名義
- 素人!! 母娘ナンパ中出し!! Vol.16（7月27日、グラフィティジャパン）
- 私立すけべ椅子女学院 2（8月13日、アロマ企画）
- いやらしくパンティが食い込んだふっくらお尻とぷくまんを観察（8月13日、アロマ企画）
- 土下座状態で身動きできない僕に足コキしてくる美脚お姉さま 2（8月25日、アロマ企画）
- 姑と嫁の夜這いレズビアン（8月27日、グラフィティジャパン）
- 富樫勇次のプロレスしごき －会社編－ 壱巻（9月1日、SILVER BRICH）
- ローアングルでベストアングル連発!! じっくり仰ぎ見るパンチラ 2 スリル満点!逆さ撮り編（9月13日、アロマ企画）
- 固定バイブだるまさんが転んだ 14（9月13日、はじめ企画）
- 女性が女性を連れて 生撮レズ温泉旅行 05（9月27日、ゴーゴーズ）※「ヒトミ」名義
- 居酒屋ナンパ痴漢 4 金曜の夜なのに女同士で仕事帰りに飲みに来ているおばさん二人組はどうせ彼氏もいないからイケメン年下男子の強引なやらせろオーラを出されても内心嬉しい… 被害者?3組 6人のおばさん（9月27日、グラフィティジャパン）
- 令和の夏 性犯罪（10月1日、FAプロ）
- Tokyo Nude Club/楽しい共同生活（10月25日、1113工房）
- 石和温泉で見つけた美乳女子大生限定 タオル一枚 男湯入ってみませんか? 特別ミッション 「男性客のあそこで貴女の好きな所をアカスリしてもらう」でおっぱい・口・お尻・オマ○コと全身にザーメンぶっかけ合計20発（11月7日、SODクリエイト）※「なお」名義
- ボクのペットは可愛い子猫ちゃん! 子猫ちゃんはとてもお行儀が良く、躾もしっかり!猫砂の上でちょっと恥ずかしそうにオシッコもします。しかも、とても甘えん坊でボクにすり寄ってきては顔や体をペロペロ舐めてくるので、「オシャブリ♡」と言うとボクの勃起チ●ポを美味しそうにしゃぶってくれます。さらにカラダ中をナデナデ撫で回してやると、すごく気持ち良さそうにしてスケベな眼差しでこっちを見つめるので、ヌルヌルのアソコに挿入してあげると、嬉しそうに喘ぐから激しく突いてやると大はしゃぎ!可愛い声で喘いで色んな体位を求めてきます!（11月7日、ゴールデンタイム）
- しみけんの逆3P王国 vol.02（11月7日、ティーチャー）
- 催眠セミナーLIVE 被験者:催眠研究サークル 女子3名（12月1日、催眠研究所別館）
- 暴行魔 性犯罪多発地区（12月1日、FAプロ）
- 48手 夫婦の営み（12月13日、FAプロ）
- 誘惑接吻人妻レズビアン 初めての同性愛SEXで絶頂! 理性を失くしレズに目覚める新妻（12月26日、ヒビノ）
- 真・時間が止まる腕時計パート15（12月26日、ROCKET）

- 催眠館 -ヒプノコレクターの変態性癖-（1月1日、ヒプノシスラボ）
- パンツ越しの素股 & 尻コキ 接触部がよく見えるように男子もブリーフ着用! Part.3（1月13日、アロマ企画）
- 現代肉欲劇場 義父と娘（2月1日、FAプロ）
- 宿命 追い詰められた女たち（2月13日、FAプロ）
- 新 淫乱淫語ディルドオナニー スケベ汁でおま○こグッチョグチョ! 2（2月13日、アロマ企画）
- 完全M男向け主観罵倒挑発（2月25日、アロマ企画）
- ローションぬるぬる透け透けスク水で全身密着!!（3月13日、アロマ企画）
- 女子○生おま○この、濡れ染みパンチラコレクション（3月13日、アロマ企画）
- しゃがんだお尻の穴の収縮とシワの本数までバッチリ分かるアナルひくひくオナニー 2（5月25日、アロマ企画）
- ご奉仕の着衣尻 2（7月7日、アロマ企画）
- 女の子のパンティやフトモモにぶっかけ射精。その姿に興奮してもうひと射精（7月19日、アロマ企画）
- ガーターベルトのふともも×腿コキ 4（9月7日、アロマ企画）
- ミニスカシコシコエクササイズJOI（9月13日、アロマ企画）
- 手を使わない顔面ピストンフェラチオ三連射（9月25日、SEX Agent）
- 乳首責めの達人による至極の焦らし射精テクニック（9月25日、SEX Agent）
- 後催眠中毒 友達の操縦 ―コントロール― 涼城りおな 木原琴美（12月1日、ヒプノシスラボ）

- 禁親相姦の家（6月13日、FAプロ）※オムニバス作品

- よばい 宵待ちの女体（1月18日、FAプロ）※オムニバス作品
- 中年男のドス黒い欲望 性的いたずら（2月8日、FAプロ）※オムニバス作品
- レズ密着 ネコとタチ 女を喰らう女7人（3月8日、FAプロ）※オムニバス作品

### イメージDVD
- Tickling X（2019年12月26日、スパークビジョン）

## 出演

### 映画
- 不倫、変態、悶々弔問（2019年10月25日公開、オ－ピー映画） - 「飯塚晴夜」役

### テレビ
- 美女だらけのおもらし生放送 2〜恥じらいながらも溢れ出るオシッコ（2019年8月22日、パラダイステレビ）
- 木曜マン毛モロ出し美術館 3（2019年6月20日、パラダイステレビ）
- ビ～チ9（2021年9月、テレビ埼玉） - マンスリーゲスト

## 書籍・出版

### デジタル写真集
- ヘアヌードだらけの全裸大新年会 2022（2022年1月4日、小学館、撮影：上野勇）- 総勢12名の女優が共演するデジタル写真集。

### 雑誌
- 限界ギリギリ羞恥スペシャル（2019年6月13日、三和出版） - 表紙
- 週刊実話 2019年8月15日号（日本ジャーナル出版） - 袋とじ「敏感おっぱい妻SEX告白」